# 1er détachement du service spécial
Le 1er détachement du service spécial ou 1re force de service spécial (1st Special Service Force en anglais, abrégé en 1st SSF ou FSSF pour First  Special Service Force), surnommé la « brigade du Diable » ou « Devil's Brigade » en anglais fut une unité de forces spéciales américano-canadiennes au sein de l'armée de terre des États-Unis durant la Seconde Guerre mondiale, spécialisée dans le combat en montagne.
Cette unité créée en juillet 1942 et dissoute en décembre 1944 fut, avec les unités de l'Office of Strategic Services, le Bureau des services stratégiques du gouvernement américain, à l’origine des Special Forces, les Forces spéciales américaines, créées dans les années 1950.

## Genèse et organisation

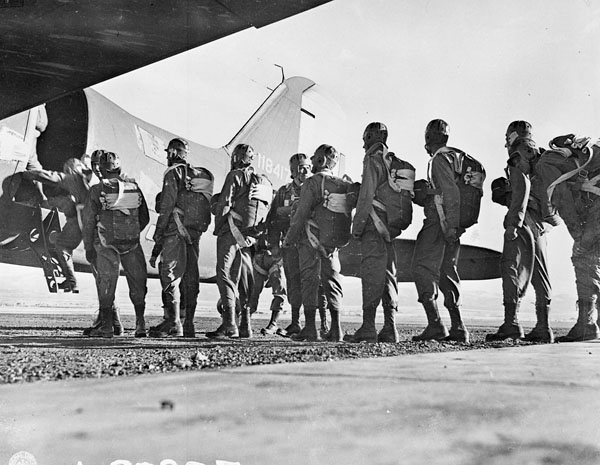
Entrainement au parachutisme en 1942 à Fort William Henry Harrison.

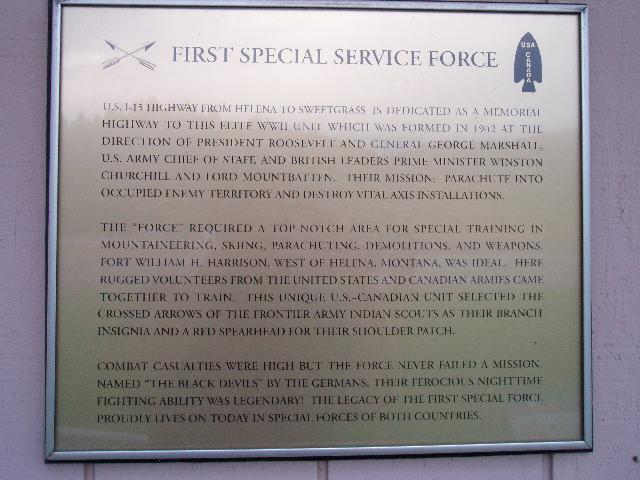
Plaque commémorative en Alberta

En juin 1942, le lieutenant-colonel américain Robert T. Frederick reçut l’ordre de mettre sur pied une unité capable d’opérer dans des conditions arctiques.
Sa mission prit le nom de code de « projet Charrue » et fut couronnée de succès et 1 600 volontaires firent partie de l'unité à sa création[réf. nécessaire].
3 régiments, (6 bataillons d’assaut et 1 bataillon de support), comportant un total de 2 500 hommes qui plus tard furent connus sous le nom de première force des services spéciaux, furent mis sur pied.[réf. nécessaire]
Composée de volontaires américains et canadiens, ces derniers avec 47 officiers et 650 autres soldats représentant le quart des effectifs, principalement des « hommes des bois », trappeurs ou bûcherons, la FSSF fut désignée communément comme « la Force ».
À {{lien[Fort William Henry Harrison}}, dans le Comté de Lewis et Clark au Montana, Frederick fit subir à ses hommes un programme d'entraînement comportant escalade, ski, utilisation d’explosifs et parachutisme pour la guerre en montagne.
Cependant, la FSSF fut réorganisée pour le combat normal plutôt que pour des raids de sabotages.
Bien que la FSSF manquât à la fois de mortiers et de mitrailleuses, elle était mieux dotée en armes d’appui légères qu’une unité d’infanterie classique.[réf. nécessaire]
Chaque section possédait, en plus des armes légères, une mitrailleuse Browning M2 et un fusil mitrailleur M1941 Johnson (125 de ces nouvelles mitrailleuses légères Johnson du Corps  Marine ont été échangés contre des explosifs plastics. Ils ont été utilisés à la place des Browning BAR M1918, mais à mesure qu'ils s'usaient et étaient perdus au combat, ils ont été remplacés par des BAR.), un bazooka, un mortier léger et un lance-flammes.[réf. nécessaire]

## Historique

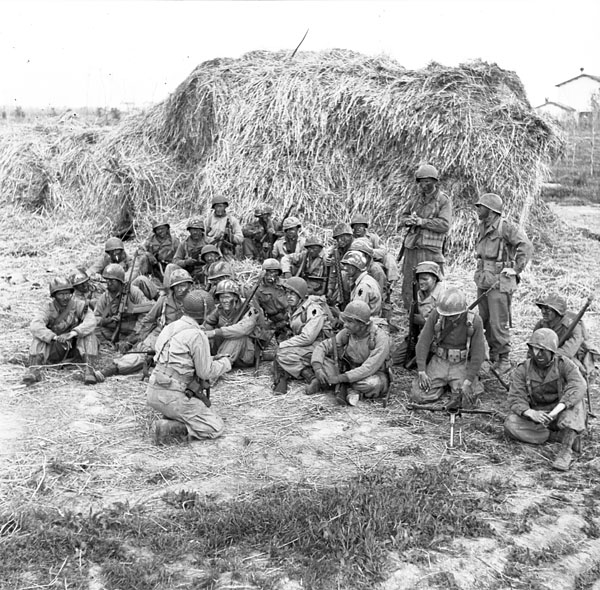
À Anzio pendant l'opération Shingle.

Après un assaut de l’île Kiska durant la campagne des îles Aléoutiennes contre l’armée impériale japonaise en août 1943, la FSSF, à la demande expresse du général Mark Clark, fut transférée en Italie, où elle fut affectée à la Ve armée américaine. Elle arriva à Naples le 19 novembre 1943 et participa à la campagne d'Italie.
Après avoir joué un rôle déterminant dans la rupture de la ligne Bernhardt (opération Raincoat) au cours d'une rude bataille dans des conditions de terrain extrêmes où les deux bataillons du 2e régiment conduit par le lieutenant-colonel MacWilliam elle conquit les Monte la Difensa (cote 960) et le Monte La Remetanea (cote 907) avec 400 pertes (tués, blessés et disparus dont 27 canadiens tués  MacWilliam) à partir du 2 décembre 1943.
, la Force participa au débarquement d’Anzio (Opération Shingle) en janvier/février 1944 et fut la première unité alliée à entrer dans Rome le 4 juin 1944.
Elle participa ensuite au débarquement en Provence sous l'opération Dragoon en août 1944 puis au combat dans les Alpes et les Vosges avant sa dissolution en décembre 1944.
Au total, la 1st Special Service Force mit hors de combat 12 000 soldats allemands, captura 7 000 prisonniers et subit un taux d'attrition supérieur à 600 %. Au total, ses pertes dans les différentes campagnes représentent 130 % de son effectif. Ce taux explique en partie sa dissolution.

## Commandants
- FSSF : Colonel Robert T. Frederick
  - 1er régiment : Colonel Alfred Marshall
  - 2e régiment : Colonel D.D. Williamson
  - 3e régiment : NC

## Filmographie
- La Brigade du diable (The Devil's Brigade) (1968) - avec William Holden, Cliff Robertson, Vince Edwards